# Саудівсько-рашидійська війна
Саудівсько-рашидійська війна, або перша Саудівсько-рашидійська війна, також відома як битва за Касим (1903—1907) (араб. الحرب السعودية الرشيدية) — збройний конфлікт між лояльними до Саудівської Аравії військами щойно створеного Ер-Ріядського емірату та емірату Хаїль (Джебель-Шаммар), підтримуваного рашидами. Проосманських рашидів підтримували 8 батальйонів османської піхоти. Більша частина війни мала характер серії спорадичних битв, які закінчилися захопленням Саудівською Аравією регіону Ель-Касим після їхньої вирішальної перемоги при Касимі 13 квітня 1906 року, хоча в 1907 році все ще відбувалися додаткові бої.

## Історія
Ібн Сауд заснував Ріядський емірат після перемоги 13 січня 1902 року в битві за Ер-Ріяд, після чого Ібн Сауд здобув перемогу в битві при Діламі, відвоювавши Ер-Ріяд у емірату Джебель-Шамма. Після цієї перемоги Ібн Сауд спробував розширити свою владу, послабивши Рашидський емірат Джебель-Шаммара та його османських союзників, які їх підтримували, і розпочавши похід на північ з метою захоплення регіону Ель-Касим. Проосманських рашидів підтримували 8 батальйонів османської піхоти. Більша частина війни проходила у вигляді серії окремих битв, що закінчилася 13 квітня 1906 року, коли саудити захопили район Аль-Касим після вирішальної перемоги при Равдат-Муханні, але в 1907 році відбулися й інші битви, такі як битва при Тарафії, яка також закінчилася перемогою Ер-Ріядського емірату.